# Maison organique

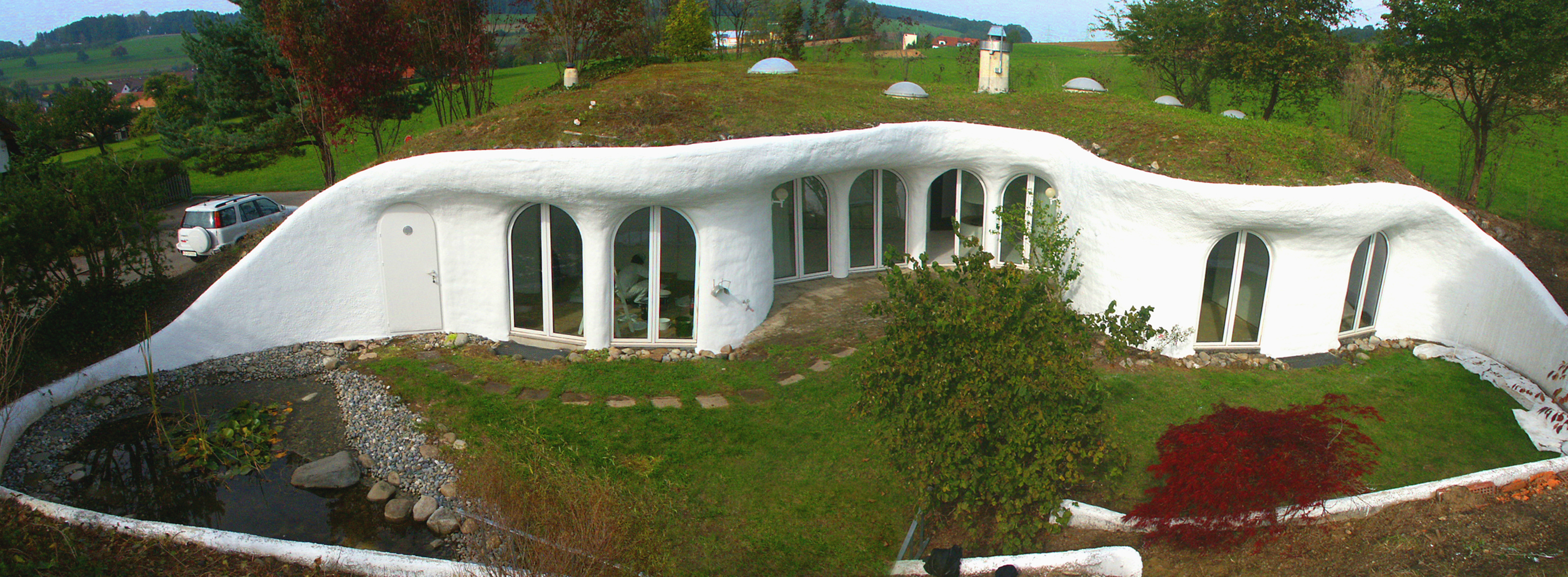
Maison organique de Peter Vetsch

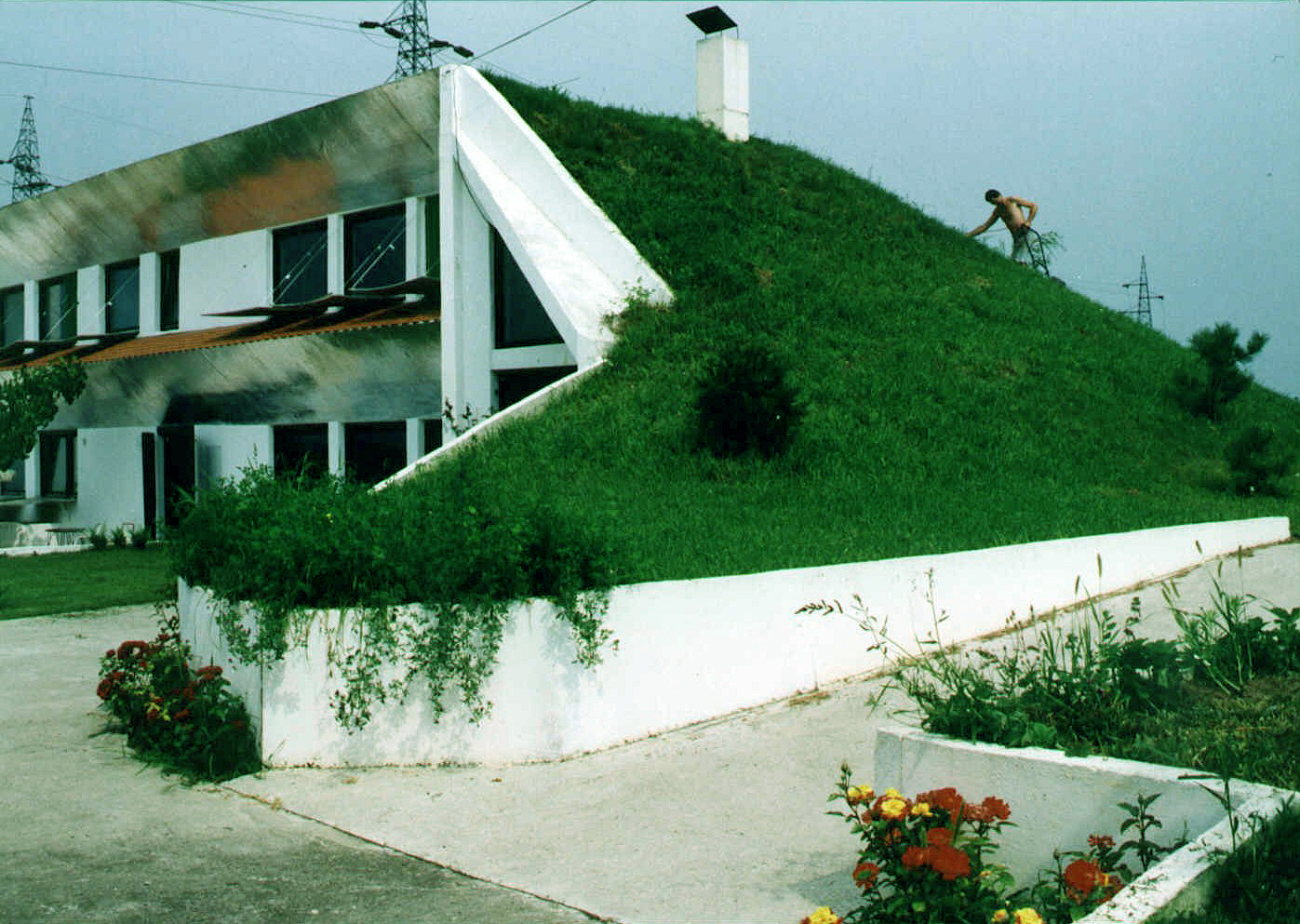
Maison organique avec des surfaces réfléchissantes à Novi Sad, Serbie par

La Maison organique est un concept architectural qui vise à intégrer la construction humaine avec son environnement naturel. Le but n'est pas de vivre sous ou dans la terre, mais en harmonie avec celle-ci. Ce style architectural offre une protection naturelle contre les éléments tout en optimisant la consommation énergétique. La maison organique peut être conçue sur un terrain naturellement élevé et offre une flexibilité dans sa conception pour s'adapter aux besoins individuels et environnementaux des propriétaires. En utilisant des techniques comme le béton projeté, la maison organique combine innovation et durabilité. Ce genre de construction évoque souvent des formes minérales ou animales, et nécessite une grande créativité dans la planification.

## Conception architecturale

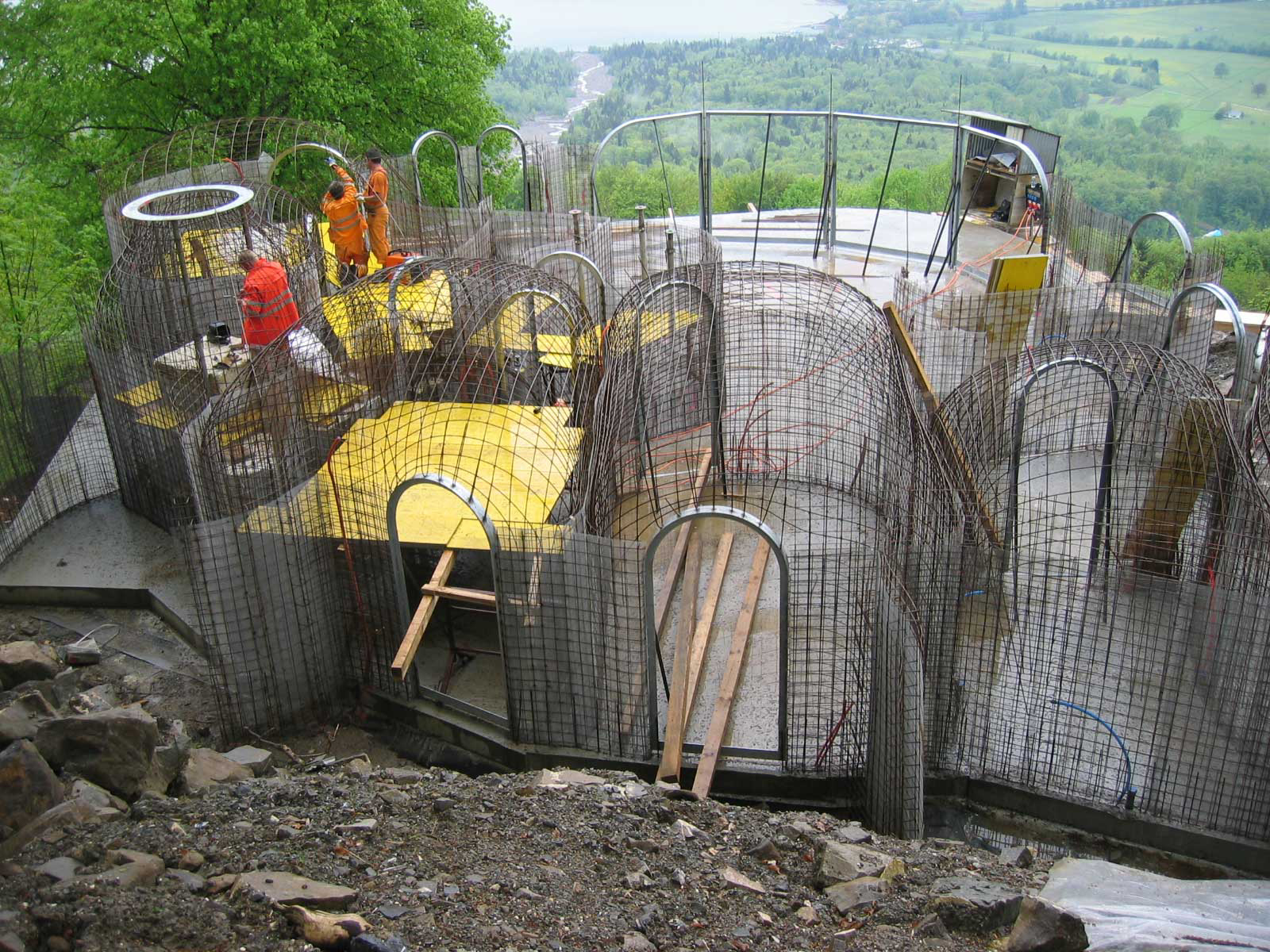
Treillis à maille fine

La maison organique est une innovation en matière de techniques de construction et de conception architecturale. Elle est principalement basée sur la technique du béton projeté, un procédé qui a été initialement breveté en 1911 par le naturaliste américain Carl Akeley. Bien que couramment utilisée dans des domaines tels que le génie civil ou la construction de tunnels, cette technique a trouvé une application particulière en architecture résidentielle grâce à des pionniers comme Friedrich Kiesler et Peter Vetsch.
Ce procédé de construction permet la réalisation de voûtes intégrales, qui peuvent être préfabriquées ou érigées sur place en utilisant un treillis métallique comme base pour le béton projeté. Une fois l'armature en place, une couche d'isolation en mousse polyuréthane de 20 cm d'épaisseur est ajoutée à l'extérieur de la structure, suivie d'une couche de terre allant de 50 cm à 3 mètres. Les murs intérieurs reçoivent un enduit d'argile pour la régulation de l'humidité et sont finalement recouverts d'une peinture à la chaux.
Au-delà de ces aspects techniques, la conception des maisons organiques fait la part belle à l'harmonie avec l'environnement naturel. Le design est flexible et permet une adaptation personnalisée aux besoins et aux aspirations des propriétaires. Ainsi, l'architecture de la maison organique vise non seulement à s'intégrer harmonieusement dans son contexte paysager, mais aussi à le valoriser et à l'enrichir. Cette flexibilité fait de chaque maison organique un objet architectural unique, que ce soit dans le cadre d'une habitation individuelle ou d'un lotissement.

## Comparaison avec l’habitat troglodytique

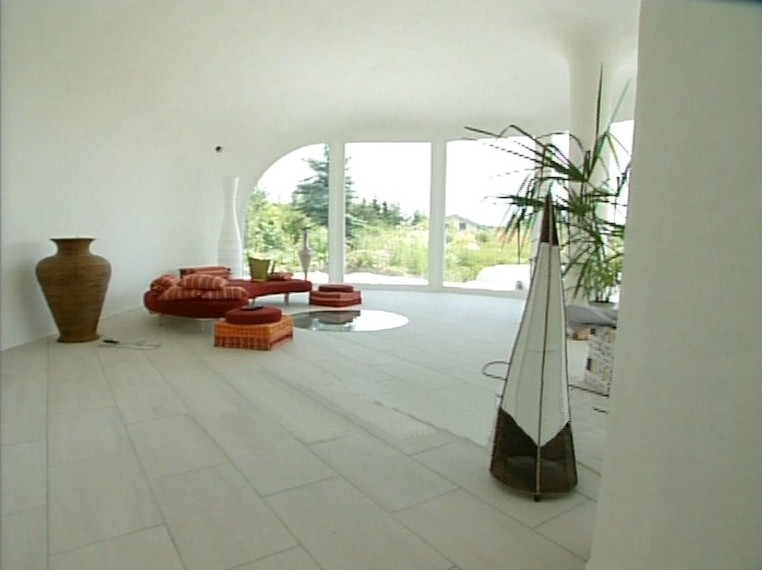
Interieur d'une maison organique

Les maisons organiques, tout en partageant certains avantages écologiques avec les habitats troglodytiques—comme une isolation thermique naturelle exceptionnelle—se distinguent nettement par leur philosophie et leurs aspirations. Là où l'habitat troglodytique se contente souvent de minimiser son empreinte écologique en étant semi-enterré, la maison organique vise plus haut. Elle est le fruit d'un mariage réussi entre des techniques de construction avant-gardistes et des principes écologiques et humains.
Cette alliance se traduit par une architecture flexible et audacieuse, capable de s'établir sur des terrains naturellement élevés et d'enrichir le paysage environnant. Elle ne cherche pas seulement à s'intégrer, mais à valoriser et compléter son environnement. Cette individualité se manifeste aussi dans les détails, du choix des matériaux jusqu'à la finition intérieure et les choix de couleurs. En somme, le souci du détail et l'harmonie avec la nature font de la maison organique une option de plus en plus prisée pour un mode de vie à la fois moderne et respectueux de l'environnement.

## Avantages
Les principaux avantages de l’architecture d'une maison organique concernent avant tout les aspects écologiques et ceux ayant trait à la sécurité.

### Climat intérieur
L'une des vertus écologiques des maisons organiques est leur climat intérieur équilibré. Grâce à une méthode de construction particulière, ces habitations offrent une fraîcheur appréciable en été et une isolation efficace en hiver. Leur humidité relative de l'air avoisine les 50%, en contraste avec les pièces surchauffées des maisons conventionnelles qui ont souvent une humidité trop faible.

### Économies d’énergie
Ces conditions climatiques favorables se traduisent par des économies d'énergie pouvant atteindre 50% par an. Étant donné que les besoins en énergie des logements mal isolés contribuent de manière significative aux émissions de CO2, les maisons organiques constituent un choix responsable dans le contexte du changement climatique.

### Résistance aux éléments naturels
La construction spécifique des maisons organiques offre une protection accrue contre les orages violents et les séismes. Leur forme arrondie et l'absence de coins saillants minimisent les risques de dommages pendant des événements climatiques extrêmes.

### Protection incendie et gestion de l’eau
L'utilisation principale du béton dans leur construction leur confère une excellente résistance au feu. La végétalisation de la toiture permet en outre une meilleure gestion des eaux pluviales.

### Valorisation du paysage
Ces habitations s'intègrent harmonieusement dans leur environnement. Que ce soit par leur toit végétalisé qui contribue à l'apport d'oxygène et d'azote dans l'écosystème, ou par leur capacité à être construites sur des terrains accidentés, elles préservent et enrichissent le paysage naturel.

### Confort Visuel
Contrairement à une idée répandue, les maisons organiques ne sont pas des espaces sombres. Elles sont souvent dotées de grandes façades en verre et de coupoles de lumière, garantissant ainsi des espaces de vie lumineux et agréables.

## Inconvénients

### Défis d'aménagement intérieur
Les parois voûtées caractéristiques des maisons organiques peuvent compliquer l'aménagement intérieur. Le placement de meubles volumineux ou de grands tableaux peut s'avérer problématique. Néanmoins, lors de la phase de conception, il est possible d'intégrer des sections de mur plus droits pour contourner ce défi.

### Coût de construction
Contrairement à l'idée que ces maisons peuvent être construites à moindre coût, le recours à des matériaux spécialisés et à des techniques de construction innovantes peut faire grimper la facture, surtout si on ne participe pas soi-même à la construction.

### Gestion de l'humidité
Dans les climats plus humides, il peut y avoir un risque d'accumulation d'eau sur les parois intérieures, ce qui peut entraîner des problèmes de moisissure.

### Temps d'adaptation climatique
Ces structures peuvent prendre du temps à atteindre leur température médiane optimale, surtout dans des climats où les températures varient considérablement.

### Dépendance à l'ensoleillement
Dans les régions où le soleil se fait rare, une source de chaleur alternative peut être nécessaire pour maintenir une température intérieure confortable.

## Sources
1. 1 2 3 4  Zoelly, P. (1989), Terratektur: Einstieg in die unterirdische Architektur, Basel 1989
2. 1 2 3  Wagner, E./ Schubert-Weller, C., (1994), Earth and Cave Architecture Peter Vetsch, Sulgen 1994, S. 31
3. ↑  Wagner, E./ Schubert-Weller, C., (1994), Earth and Cave Architecture Peter Vetsch, Sulgen 1994, S. 124
4. 1 2 3 4 5 6  (en-US) Matthew Smith, Fortified Roofing, « Pros and Cons of Earthships – Mother Earth News », sur www.motherearthnews.com (consulté le 22 octobre 2023)
5. ↑  Can Binan et Banu Çelebioğlu, Une histoire de développement avec le patrimoine : la région de Cappadoce, aspects positifs et négatifs, 2011, 1019–1019 p. (lire en ligne)